# 28 oktober
28 oktober is de 301ste dag van het jaar (302de dag in een schrikkeljaar) in de gregoriaanse kalender. Hierna volgen nog 64 dagen tot het einde van het jaar.

## Gebeurtenissen
- Algemeen
  - 2002 - Tucson, Arizona: Golfoorlogveteraan Robert Flores keert terug naar de verpleegkundeopleiding waar hij nooit zijn diploma haalde als student. Hij schiet drie leraren dood, en daarna zichzelf.
  - 2013 - West-Europa wordt getroffen door de zwaarste storm sinds 1990. In Groot-Brittannië en Duitsland vallen vijf doden, in Nederland drie en in Denemarken een. In Lauwersoog wordt een windstoot van 152 km/u geregistreerd.
  - 2020 - Een man die vermomd is als een bezorger van Thuisbezorgd probeert de woning van rapper Ronnie Flex te overvallen, aldus een bericht van Ronnie Flex op sociale media. Ronnie Flex doet niet open waarop er twee andere mannen komen kijken. Uiteindelijk loopt het drietal weg.[1]
- Bouwkunst en architectuur
  - 1648 - Eerstesteenlegging van het Stadhuis van Amsterdam.[2]
  - 1886 - Het Vrijheidsbeeld in New York wordt ingehuldigd.[2]
- Media
  - 2009 - De film This Is It, over de voorbereidingen voor de gelijknamige concertreeks van Michael Jackson, gaat wereldwijd in première.[3]
- Oorlog
  - 312 - Slag bij de Milvische Brug: Constantijn de Grote verslaat Maxentius bij de Milvische Brug en regeert als Augustus (keizer) over het West-Romeinse Rijk.
  - 1462 - Troepen van aartsbisschop Adolf II van Nassau-Wiesbaden-Idstein vallen Mainz binnen om zijn voorganger te verjagen. De "Mainzer Stichtsvete" heeft daarmee haar hoogtepunt bereikt.
  - 1467 - Slag bij Brustem: De Bourgondische gebiedsuitbreiding na de dood van Filips de Goede.[2]
  - 1940 - Tweede Wereldoorlog: Invasie van Griekenland door Italië.[2]
- Politiek
  - 306 - Maxentius wordt uitgeroepen tot Romeins keizer.[2]
  - 1918 - Tsjecho-Slowakije wordt onafhankelijk van Oostenrijk-Hongarije.[2]
  - 1919 - Drooglegging begint. Het Amerikaans Congress keurt de Volstead Act goed, alhoewel president Woodrow Wilson een veto had uitgesproken.
  - 1922 - Mars op Rome. Begin van fascistisch bewind van Benito Mussolini in Italië, in 1924 uitmondend in zijn alleenheerschappij.
  - 1940 - Ochi-dag: Griekenland zegt nee tegen Mussolini, de asmogendheden en alles waar zij voor staan.[4]
  - 1962 - Einde van de Cubaanse Rakettencrisis.[2]
  - 1982 - Protesten tegen het militaire regime in Suriname vormen een blamage voor legerleider Desi Bouterse. Samen met de Rambocuscoup uit maart vormen ze de aanloop naar de Decembermoorden.
  - 1990 - In België verliezen de christendemocraten twee zetels en de Partij van de Duitstalige Belgen één zetel bij verkiezingen voor het Parlement van de Duitstalige Gemeenschap. De groenen winnen drie zetels en de socialisten een. De liberalen blijven status quo.
  - 1990 - In Ivoorkust boekt de aftredende president Félix Houphouët-Boigny een ruime verkiezingsoverwinning.
  - 1990 - In Rome beslist een buitengewone Europese Raad dat de tweede fase van de EMU, de Europese economische en monetaire unie, zal beginnen op 1 januari 1994. De bevoegdheden van de Europese lidstaten betreffende geld en rentevoeten zullen overgedragen worden aan een onafhankelijke Europese Centrale Bank. Het Verenigd Koninkrijk stemt als enige tegen.
  - 1990 - In de Georgische Sovjetrepubliek worden de eerste vrije en meerpartijen-verkiezingen gehouden voor de Georgische Hoge Raad (voormalige Opperste Sovjet). Deze worden gewonnen door het blok "Ronde Tafel — Vrij Georgië" onder leiding van nationalist en aanjager van de onafhankelijkheidsstrijd Zviad Gamsachoerdia. (Lees verder)
  - 1992 - Amnesty International zegt dat de mensenrechten in Birma "hardnekkig en op grote schaal" worden geschonden, vooral door het militaire bewind, maar ook door gewapende oppositiegroepen.
  - 2005 - In België wordt op grote schaal gestaakt tegen het Generatiepact en het optrekken van de pensioengerechtigde leeftijd van 58 naar 60 jaar.
  - 2015 - Wilma Mansveld, staatssecretaris van Infrastructuur en Milieu in het kabinet-Rutte II, dient naar aanleiding van de parlementaire enquête naar Fyra haar ontslag in.
- Religie
  - 1911 - Engeland en Wales worden verdeeld in drie rooms-katholieke kerkprovincies: het bestaande aartsbisdom Westminster met vijf bisdommen en de nieuwe aartsbisdommen Birmingham met twee bisdommen en Liverpool met vier bisdommen.
  - 1958 - Angelo Giuseppe Roncalli wordt paus en neemt de naam paus Johannes XXIII.
- Sport
  - 1929 - Oprichting van de Uruguayaanse voetbalclub Club Sportivo Cerrito.
  - 1987 - Bomincident tijdens de EK-voetbal kwalificatiewedstrijd tussen Nederland en Cyprus. Ondanks hevig protest van de Griekse voetbalbond wordt de uitslag niet omgezet in een reglementaire 0-2 nederlaag voor Oranje, maar mag volgens de UEFA de wedstrijd overgespeeld worden. Hierdoor kwalificeert Oranje zich alsnog voor het toernooi in 1988 in Duitsland, en wordt Europees kampioen.
  - 1994 - PSV ontslaat trainer Aad de Mos op staande voet. Kees Rijvers, oud-bondscoach en voormalig trainer van de Eindhovense voetbalclub, neemt voorlopig zijn taken waar.
  - 2009 - Opening van het Estadio Libertadores de América, een multifunctioneel sportstadion in Avellaneda, Argentinië.
  - 2021 - Arno Kamminga scherpt bij de wereldbekerwedstrijden kortebaanzwemmen in Kazan (Rusland) zijn eigen Nederlands record op de 100 meter schoolslag met 0,17 seconden aan tot 55,82 seconden.[5]
  - 2024 - Erik Ten Hag werd ontslagen bij Manchester United na tegenvallende resultaten. Ruud van Nistelrooij neemt voorlopig over nu Manchester United op zoek gaat naar een nieuwe coach.
- Wetenschap en technologie
  - 1492 - Christoffel Columbus komt aan op het eiland Cuba.[2]
  - 1971 - Het Verenigd Koninkrijk lanceert de eerste satelliet, genaamd Prospero of X-3, met een in eigen land gebouwde Black Arrow draagraket.[6]
  - 1974 - Eerste vlucht van een Dassault Super-Étendard, een aanvalsjager van de Franse vliegtuigbouwer Dassault Aviation.
  - 2009 - De NASA lanceert de raket Ares I-X, de eerste testvlucht van het Ares I-programma, dat onderdeel is van het Project Constellation.
  - 2010 - De Chinese Tianhe-I wordt de snelste supercomputer ter wereld.[2] In juni 2011 wordt hij ingehaald door de Japanse K Computer.
  - 2014 - Een onbemande Antares-raket van Orbital Sciences explodeert kort na de lancering vanaf NASA's Wallops Flight Facility in Virginia. Het Cygnus ruimtevaartuig met ruim 2200 kg benodigdheden voor het ISS gaat daarbij verloren.[7]
  - 2022 - Lancering van een Falcon 9 raket van SpaceX vanaf Vandenberg Space Force Base SLC-4E voor de Starlink group 4-31 missie met 53 Starlink satellieten.[8]
  - 2023 - Er treedt een gedeeltelijke maansverduistering op die waarneembaar is in het oosten van het Amerikaanse continent, Europa, Afrika, Azië en Australië. In Nederland en België is de verduistering dan ook volledig waarneembaar. Deze verduistering is de 11e in Sarosreeks 146.[9]

## Geboren

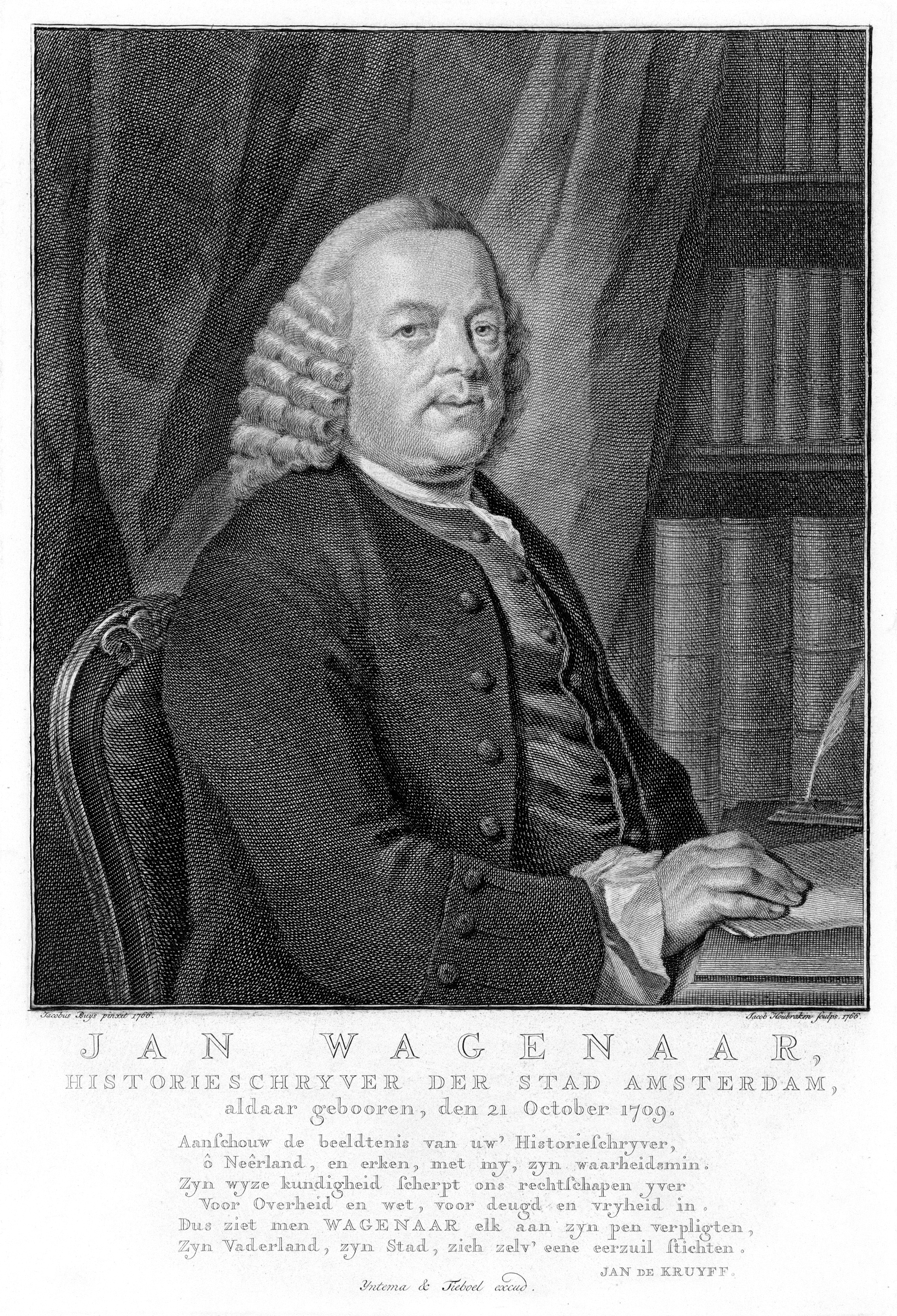
Jan Wagenaar
geboren in 1709

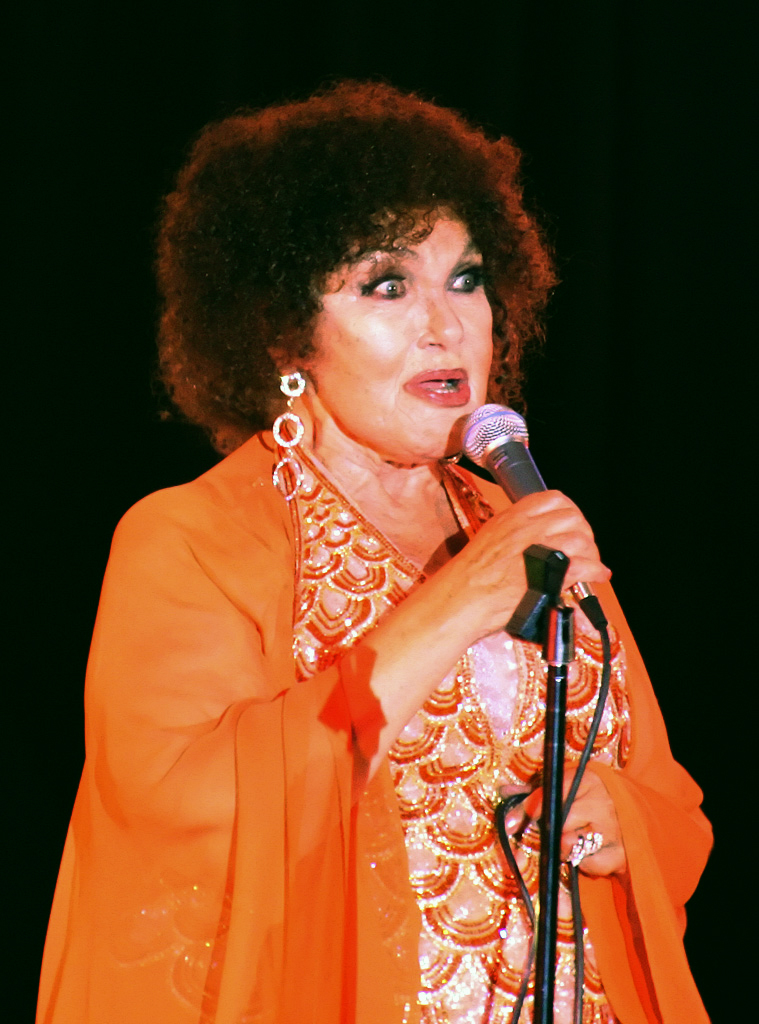
Cleo Laine
geboren in 1927

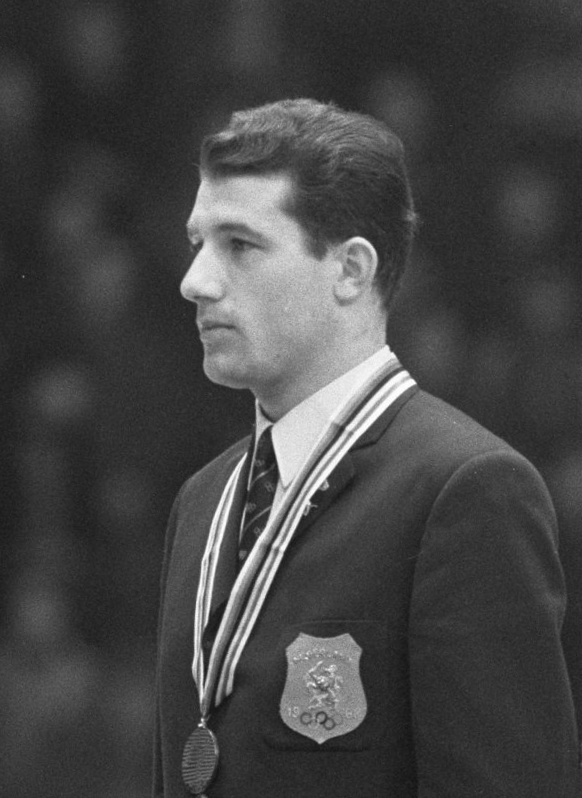
Kees Verkerk
geboren in 1942

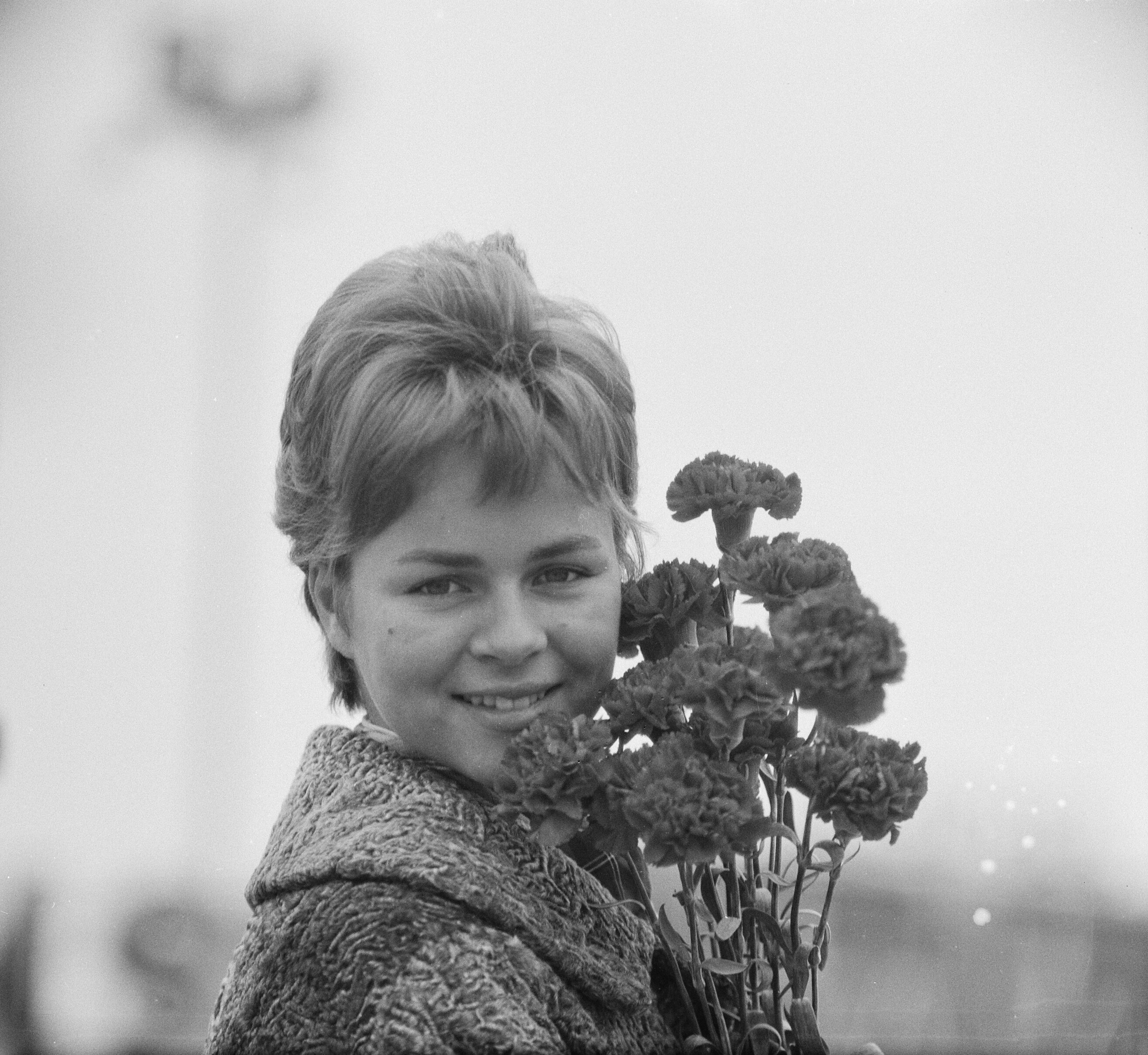
Conny Froboess
geboren in 1943

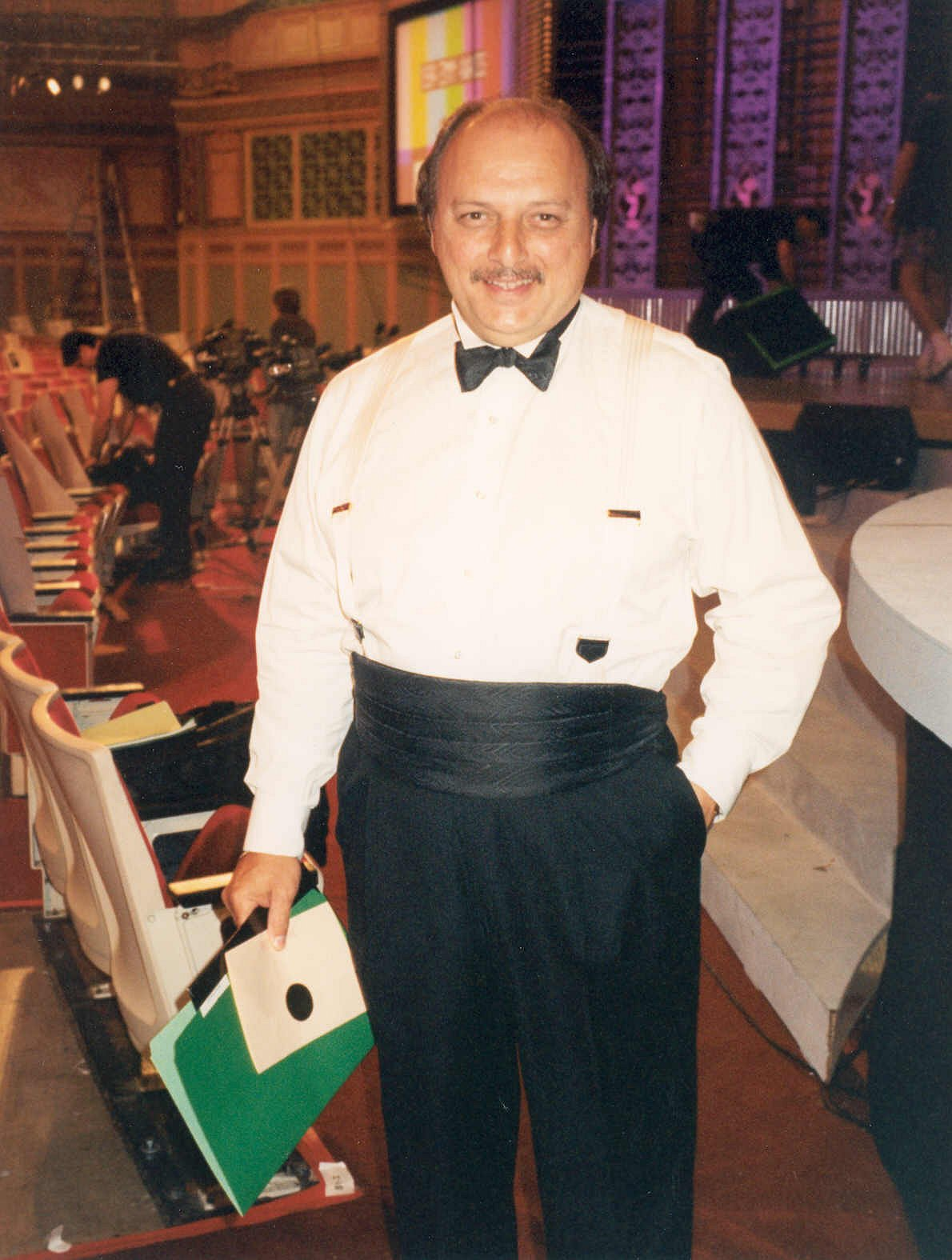
Dennis Franz
geboren in 1944

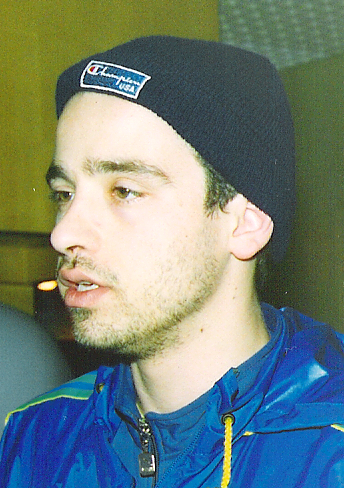
Eros Ramazzotti
geboren in 1963

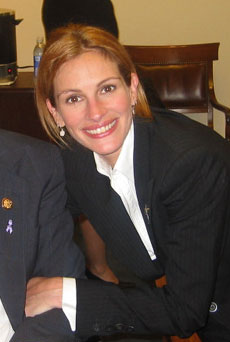
Julia Roberts
geboren in 1967

- 1017 - Hendrik III, Duits koning/keizer (overleden 1056)
- 1466 of 1469 (?) - Desiderius Erasmus, Nederlands filosoof (overleden 1536)
- 1550 - Stanislaus Kostka, Pools heilige en jezuïet (overleden 1568)
- 1585 - Cornelius Jansenius, Nederlands priester en theoloog (overleden 1638)
- 1693 - Margaretha Haverman, Nederlands kunstschilderes (overleden ?? )
- 1701 - Simón de Anda, Spaans koloniaal bestuurder (overleden 1776)
- 1802 - Richard Parkes Bonington, Engels kunstschilder (overleden 1828)
- 1804 - Pierre-François Verhulst Belgisch wiskundige (overleden 1849)
- 1846 - Auguste Escoffier, Frans chef-kok (overleden 1935)
- 1860 - Jigoro Kano, Japans grondlegger van judo (overleden 1938)
- 1868 - James Connolly, Amerikaans atleet (overleden 1957)
- 1879 - W.G. van de Hulst sr., Nederlands schrijver (overleden 1963)
- 1881 - Bruno Söderström, Zweeds atleet (overleden 1969)
- 1888 - Alfred Molimard, Frans dammer (overleden 1943)
- 1891 - Giacomo Lercaro, Italiaans kardinaal-aartsbisschop van Bologna (overleden 1976)
- 1892 - Eduard Jan Dijksterhuis, Nederlands wetenschapshistoricus (overleden 1965)
- 1892 - Pierre Frieden, Luxemburgs politicus (overleden 1959)
- 1893 - Otto Huiswoud, Surinaams politiek activist (overleden 1961)
- 1896 - Albert Heijnneman, Nederlands atleet en verzetsstrijder (overleden 1944)
- 1897 - Hans Speidel, Duits generaal (overleden 1984)
- 1899 - Ruth Becker, Amerikaans lerares en overlevende van de RMS Titanic (overleden 1990)
- 1903 - Evelyn Waugh, Brits schrijver (overleden 1966)
- 1909 - Francis Bacon, Engels expressionistisch kunstschilder (overleden 1992)
- 1912 - Richard Doll, Brits epidemioloog (overleden 2005)
- 1913 - Theophile Blankers, Belgisch voetballer (overleden 1998)
- 1914 - Bertus Brandsen, Nederlands politicus en vakbondsbestuurder (overleden 2001)
- 1914 - Jonas Salk, Amerikaans arts en maker van het eerste vaccin tegen polio (overleden 1995)
- 1918 - Ans Niesink, Nederlands atlete (overleden 2010)
- 1919 - Walt Hansgen, Amerikaans autocoureur (overleden 1966)
- 1919 - Sjef Janssen, Nederlands wielrenner (overleden 2014)
- 1919 - Bernhard Wicki, Oostenrijks regisseur en acteur (overleden 2000)
- 1924 - Antonio Creus, Spaans autocoureur (overleden 1996)
- 1927 - Joop Cabout, Nederlands waterpolospeler (overleden 2013)
- 1927 - Cleo Laine, Brits jazzzangeres en actrice (overleden 2025)
- 1928 - Mike Brahim, Surinaams politicus (overleden 2015)
- 1928 - Ion Mihai Pacepa, Roemeens generaal (overleden 2021)
- 1928 - Mohammed Sayyed Tantawi, Egyptisch islamitisch geestelijke (overleden 2010)
- 1929 - Joan Plowright, Brits actrice (overleden 2025)
- 1930 - Bernie Ecclestone, Brits zakenman en eigenaar Formule 1
- 1930 - Jan Kikkert, Nederlands historicus (overleden 2017)
- 1932 - Suzy Parker, Amerikaans actrice en model (overleden 2003)
- 1933 - Garrincha, Braziliaans voetballer (overleden 1983)
- 1933 - Constand Viljoen, Zuid-Afrikaans militair en politicus (overleden 2020)
- 1934 - Julio Jiménez, Spaans wielrenner (overleden 2022)
- 1936 - Charlie Daniels, Amerikaans countryzanger (overleden 2020)
- 1937 - Walter Capiau, Belgisch televisiepresentator (overleden 2018)
- 1937 - Marcian Hoff, Amerikaans elektrotechnicus en uitvinder
- 1937 - Almir Morais de Albuquerque (Almir Pernambuquinho), Braziliaans voetballer (overleden 1973)
- 1938 - Yves Baré, Belgisch voetballer, trainer en spelersmakelaar (overleden 2010)
- 1938 - Bernadette Lafont, Frans actrice (overleden 2013)
- 1939 - Jim Post, Amerikaans folkzanger (Friend & Lover) (overleden 2022)
- 1940 - Bernhardt Edskes, Nederlands-Zwitsers organist, orgelbouwer en orgeldeskundige (overleden 2022)
- 1940 - Paul Helminger, Luxemburgs jurist, politicoloog en politicus (overleden 2021)
- 1940 - Vladimir Morozov, Sovjet-Turkmeens kanovaarder (overleden 2023)
- 1940 - Manfred Reichert, Duits voetballer (overleden 2010)
- 1941 - Hank B. Marvin, Engels gitarist
- 1942 - Abdelkader Fréha, Algerijns voetballer (overleden 2012)
- 1942 - Kees Verkerk, Nederlands schaatser
- 1943 - Pim Doesburg, Nederlands voetbaldoelman en -trainer (overleden 2020)
- 1943 - Conny Froboess, Duits actrice en zangeres
- 1943 - Jimmy McRae, Schots rallyrijder
- 1943 - Kenneth Montgomery, Brits dirigent (overleden 2023)
- 1944 - Bob Andy (Keith Anderson), Jamaicaans singer-songwriter en producer (Bob & Marcia)
- 1944 - Coluche, Frans komiek en acteur (overleden 1986)
- 1944 - Dennis Franz, Amerikaans acteur
- 1944 - Ton Thie, Nederlands voetbaldoelman (overleden 2021)
- 1945 - Elton Dean, Brits jazzmusicus (overleden 2006)
- 1945 - Wayne Fontana, Brits popzanger (overleden 2020)
- 1946 - Wim Jansen, Nederlands voetballer en voetbaltrainer (overleden 2022)
- 1948 - Jet Boeke, Nederlands illustratrice en kinderboekenschrijfster (Dikkie Dik)
- 1949 - Erik Derycke, Belgisch rechter
- 1949 - Bruce Jenner, Amerikaans atleet
- 1949 - Volodymyr Onysjtsjenko, Oekraïens voetballer en trainer
- 1950 - Ludo Delcroix, Belgisch wielrenner
- 1950 - Paul Robbrecht, Belgisch architect
- 1950 - Hennie Spijkerman, Nederlands voetbaltrainer
- 1951 - Reynaldo Uy, Filipijns politicus (overleden 2011)
- 1953 - Hans Asselbergs, Nederlands musicus en apotheker (overleden 2007)
- 1953 - Jean-Marie Berckmans, Belgisch schrijver (overleden 2008)
- 1953 - Desmond Child, Amerikaans songwriter, producer en zanger
- 1953 - Mark James, Engels golfer
- 1955 - Bill Gates, Amerikaans zakenman, grondlegger en mede-eigenaar van Microsoft
- 1956 - Mahmoud Ahmadinejad, Iraans politicus; 2005-13 als president
- 1956 - Frank Vercauteren, Belgisch voetballer en voetbaltrainer
- 1957 - Florence Arthaud, Frans zeilster (overleden 2015)
- 1957 - Hernán Darío Herrera, Colombiaans voetballer
- 1957 - Stephen Morris, Brits popmuzikant
- 1958 - Manzoor Hussain, Pakistaans hockeyer (overleden 2022)
- 1959 - Mak Hing Tak, Hongkongs autocoureur
- 1959 - Peter Pacult, Oostenrijks voetballer en voetbaltrainer
- 1962 - Brenda Taylor, Canadees roeister
- 1962 - Erik Thorstvedt, Noors voetballer
- 1962 - Joaquín Gericó Trilla, Spaans componist
- 1963 - Eros Ramazzotti, Italiaans zanger
- 1964 - Scott Russell, Amerikaans motorcoureur
- 1965 - Claus Bo Larsen, Deens voetbalscheidsrechter
- 1965 - Franck Sauzée, Frans voetballer en voetbaltrainer
- 1966 - Jean-Marie Clairet, Frans autocoureur
- 1966 - Alfred Stelleman, Nederlands paralympisch sporter
- 1967 - Julia Roberts, Amerikaans actrice
- 1968 - Glenn Helder, Nederlands voetballer
- 1968 - François Simon, Frans wielrenner
- 1969 - Desray, Nederlands zangeres
- 1969 - Steven Chamuleau, Nederlands cardioloog
- 1970 - Paritat Bulbon, Thais autocoureur
- 1970 - Alan Peter Cayetano, Filipijns senator
- 1970 - Tiger Hillarp Persson, Zweeds schaker
- 1970 - Martín Zapata, Colombiaans voetballer (overleden 2006)
- 1971 - Nicolas Ouédec, Frans voetballer
- 1971 - Peter van der Vorst, Nederlands televisiepresentator
- 1971 - Wim Weetjens, Belgisch radiopresentator
- 1972 - Pavel Olšiak, Slowaaks voetbalscheidsrechter
- 1973 - Montel Vontavious Porter, Amerikaans professioneel worstelaar
- 1974 - Karen Damen, Belgisch zangeres
- 1974 - David Foenkinos, Frans (scenario)schrijver en regisseur
- 1974 - Kenji Kikawada, Japans voetballer
- 1974 - Joaquin Phoenix, Amerikaans acteur
- 1975 - Ivan Bellarosa, Italiaans autocoureur
- 1975 - Anna Coren, Australisch journaliste
- 1976 - Peggy Vrijens, Nederlands actrice
- 1977 - Jonas Rasmussen, Deens badmintonner
- 1978 - Fleur Pieterse, Nederlands paralympisch sportster
- 1979 - Isabella Ochichi, Keniaans atlete
- 1979 - Jawed Karim, Bengaals-Duits internetondernemer
- 1980 - Alan Smith, Engels voetballer
- 1981 - Milan Baroš, Tsjechisch voetballer
- 1981 - Cheung Yuk, Hongkongs tafeltennisser
- 1982 - Renaldo Dollard, Nederlands rapper
- 1982 - Matt Smith, Brits acteur
- 1983 - Benja Bruijning, Nederlands acteur
- 1983 - Caro Lenssen, Nederlands actrice
- 1983 - Suzan Verduijn, Nederlands paralympisch atlete
- 1984 - Moritz Fürste, Duits hockeyer
- 1984 - Obafemi Martins, Nigeriaans voetballer
- 1984 - Jaap Reesema, Nederlands zanger
- 1985 - Gaëtane Thiney, Frans voetbalster
- 1985 - Oleksandr Volovyk, Oekraïens voetballer
- 1985 - Nomcebo Zikode, Zuid-Afrikaans singer-songwriter
- 1986 - Kristina Bröring-Sprehe, Duits amazone
- 1986 - May Calamawy, Egyptisch-Palestijns actrice
- 1987 - Jonathan McDonald, Costa Ricaans voetballer
- 1987 - Frank Ocean (Christopher Francis Breaux), Amerikaans singer-songwriter, rapper en producer
- 1987 - Will Oyowe, Belgisch atleet
- 1987 - Igor Smirnov, Oekraïens schaker
- 1988 - Kévin Estre, Frans autocoureur
- 1989 - Lieke Klaus, Nederlands BMX'ster
- 1989 - Camille Muffat, Frans zwemster  (overleden 2015)
- 1991 - Warren Barguil, Frans wielrenner
- 1991 - Lucy Bronze, Engels-Portugees voetbalster
- 1991 - Victor Campenaerts, Belgisch wielrenner
- 1992 - Deon Lendore, Trinidadiaans atleet (overleden 2022)
- 1993 - Espen Andersen, Noors Noordsecombinatieskiër
- 1993 - Nienke Brinkman, Nederlands atlete
- 1994 - Robin Zentner, Duits voetballer
- 1998 - Perrine Laffont, Frans freestyleskiester
- 1998 - Soufiane Eddyani, Belgisch rapper
- 1998 - Karlijn Swinkels, Nederlands wielrenster

## Overleden

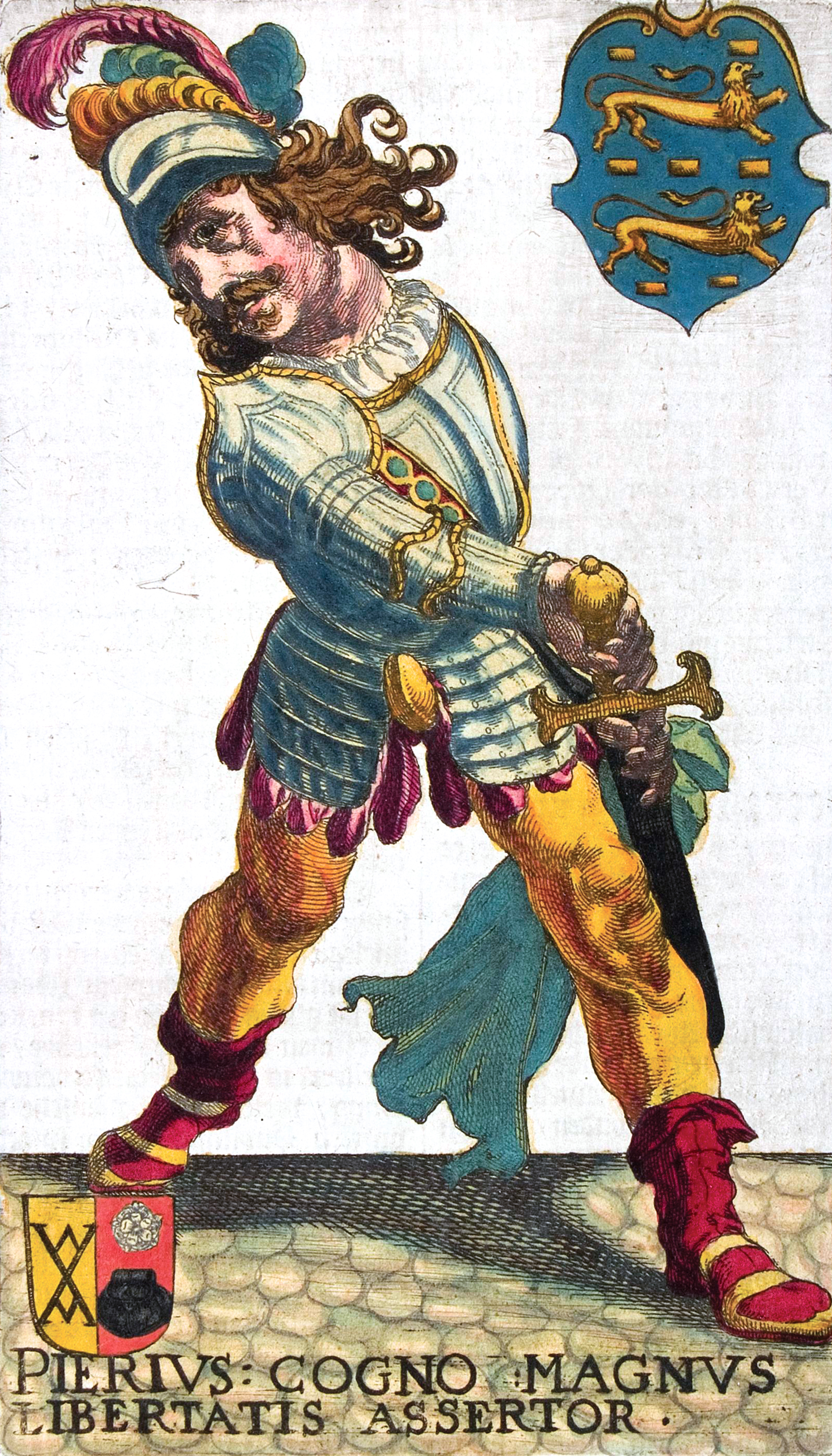
Grutte Pier
overleden in 1520

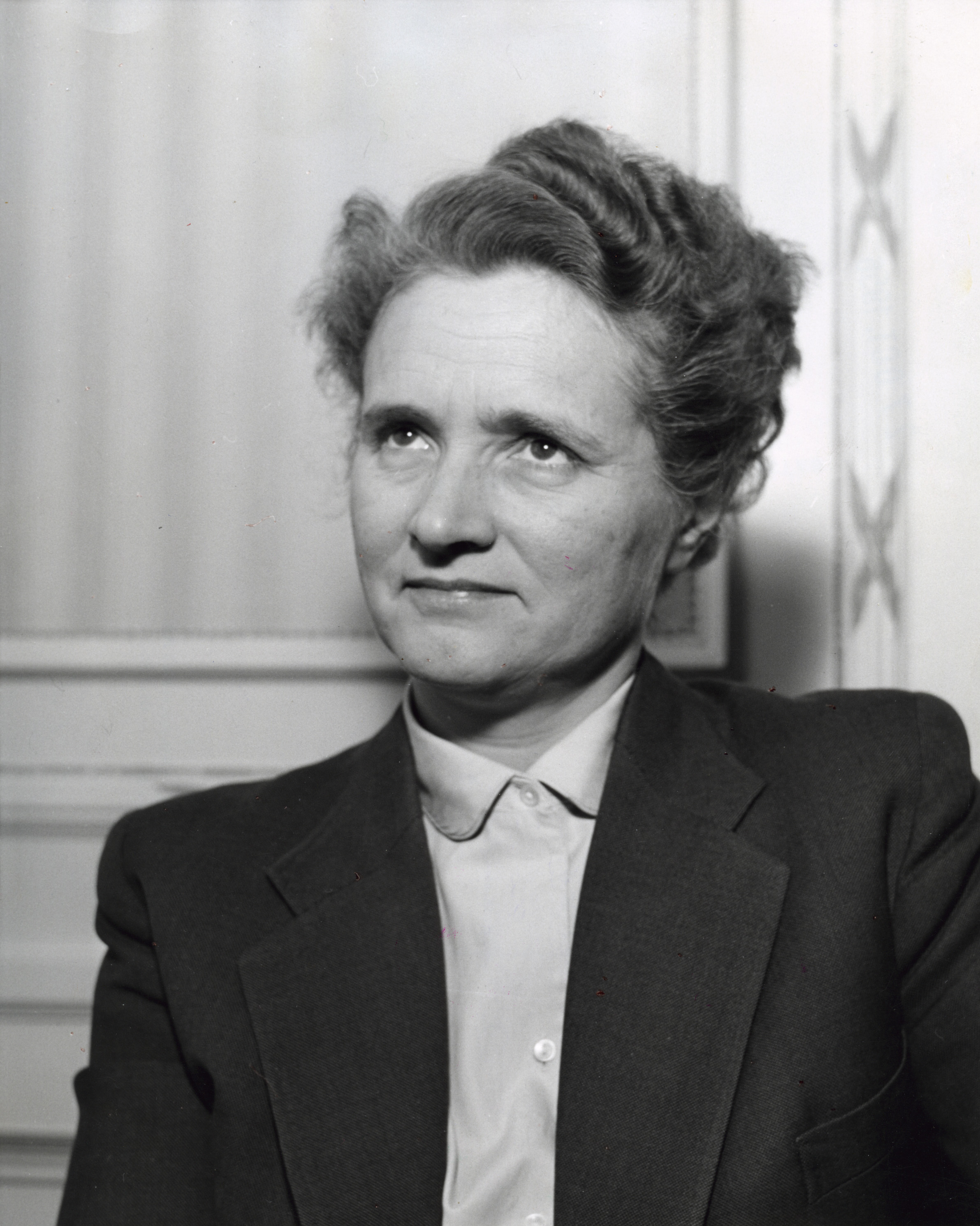
Marga Klompé
overleden in 1986

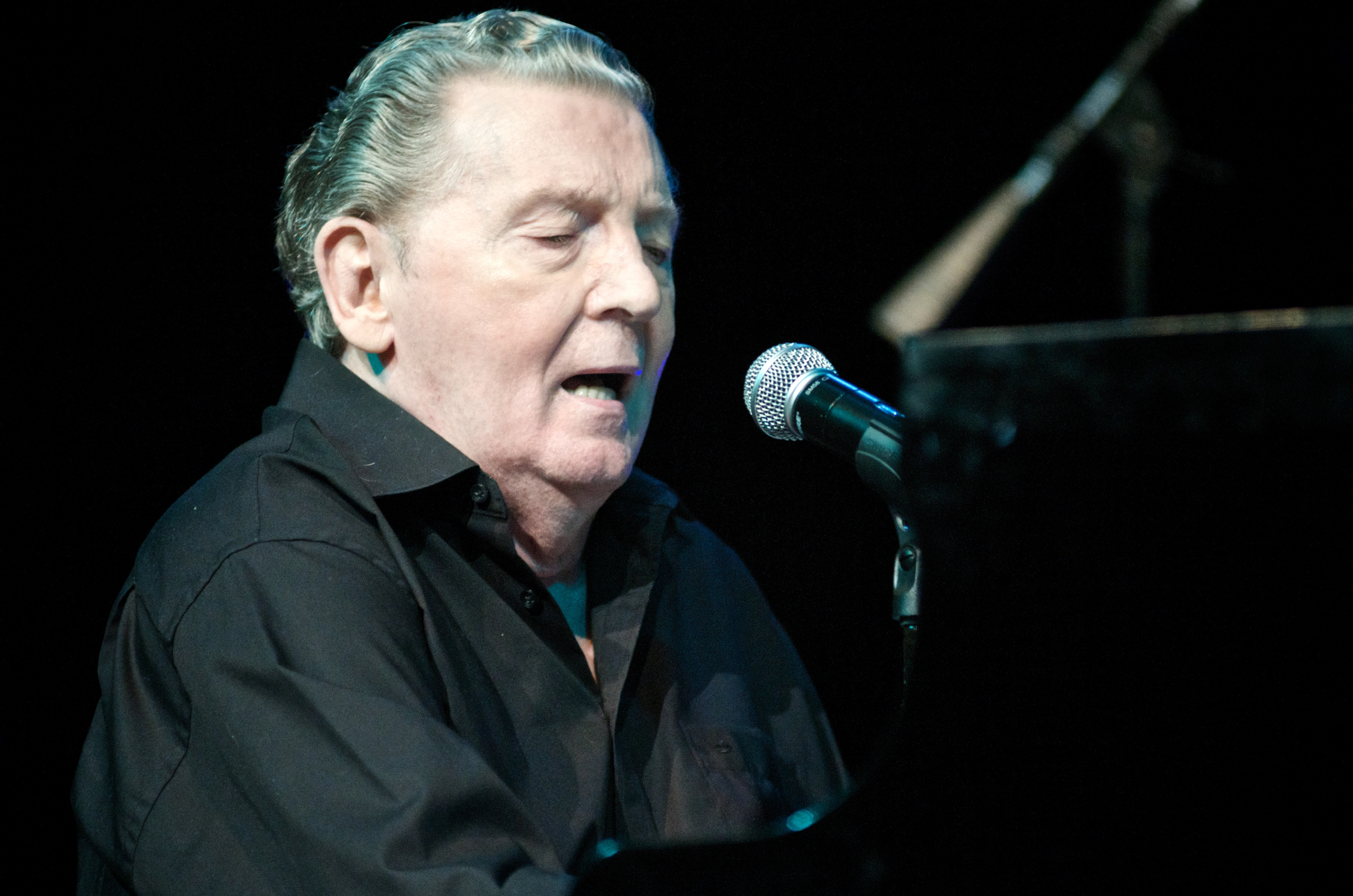
Jerry Lee Lewis
overleden in 2022

- 312 - Maxentius (34), usurpator en facto keizer van het Romeinse Rijk
- 1138 - Bolesław III van Polen (53), koning van Polen
- 1247 of later - Machteld van Gelre, Nederlands adellijke vrouw
- 1412 - Margaretha I van Denemarken (59), koningin van Denemarken, Noorwegen en Zweden
- 1520 - Grutte Pier (40), Fries vrijheidsstrijder
- 1704 - John Locke (72), Engels filosoof
- 1755 - Joseph Bodin de Boismortier (65), Frans componist
- 1792 - John Smeaton (68), Brits civiel ingenieur
- 1818 - Abigail Adams (73), Amerikaans first lady (vrouw van John Adams)
- 1881 - Prospero Caterini (86), Italiaans kardinaal
- 1912 - Edgar Tinel (58), Belgisch pianist en componist
- 1936 - Newton Moore (66), 8e premier van West-Australië
- 1936 - Richard O'Ferrall (81), Surinaams onderwijzer, schrijver en politicus
- 1944 - Iman van den Bosch (53), Nederlands verzetsstrijder
- 1950 - Arnold van den Bergh (64), Nederlands notaris
- 1956 - Tom Schreurs (59), Nederlands bokser en sportjournalist
- 1958 - Henk Heithuis (23), Nederlands misbruikslachtoffer
- 1963 - Mart Saar (81), Estisch componist
- 1971 - Jesus Villamor (56), Filipijns gevechtspiloot en oorlogsheld
- 1977 - Theo Eerdmans (55), Nederlands quizmaster, journalist en auteur
- 1986 - John Braine (64), Engels schrijver
- 1986 - Marga Klompé (74), Nederlands politica, eerste vrouwelijke minister
- 1991 - Marcel Cordemans (99), Belgisch journalist
- 1997 - Klaus Wunderlich (66), Duits (elektronisch) organist
- 1998 - Ted Hughes (68), Engels dichter en kinderboekenschrijver
- 2002 - Rudi Kross (64), Surinaams journalist en schrijver
- 2006 - Red Auerbach (89), Amerikaans basketbalcoach
- 2006 - Trevor Berbick (51), Jamaicaans bokser
- 2006 - Marijohn Wilkin (86), Amerikaans songwriter en zangeres
- 2007 - Evelyn Hamann (65), Duits actrice en comédienne
- 2007 - Jimmy Makulis (72), Grieks schlagerzanger
- 2007 - Porter Wagoner (80), Amerikaans countryzanger
- 2010 - James MacArthur (72), Amerikaans acteur
- 2010 - Jonathan Motzfeldt (72), premier van Groenland
- 2011 - Beryl Davis (87), Brits zangeres
- 2011 - Willy De Clercq (84), Belgisch politicus
- 2011 - Gregor Frenkel Frank (82), Nederlands acteur, presentator en tekstschrijver
- 2013 - Tadeusz Mazowiecki (86), Pools schrijver en politicus
- 2014 - Michael Sata (77), president van Zambia
- 2015 - Sergio Orlandini (94), Nederlands topfunctionaris
- 2016 - Siebe Torensma (90), Nederlands politicus
- 2017 - Vic Everaet (83), Belgisch politicus
- 2017 - Manuel Sanchís Martínez (79), Spaans voetballer
- 2017 - Willy Schroeders (84), Belgisch wielrenner
- 2017 - Gert Timmerman (82), Nederlands zanger
- 2019 - Toivo Salonen (86), Fins schaatser
- 2020 - Joseph Moureau (99), Belgisch gevechtspiloot
- 2020 - Anthony Soter Fernandez (88), Maleisisch kardinaal
- 2021 - Elida Tuinstra (90), Nederlands politica
- 2021 - Max Stahl (Max Christopher Wenner) (66), Brits journalist
- 2022 - Herman Daly (84), Amerikaans econoom
- 2022 - Hanneli Goslar (93), Duits verpleegkundige en vriendin van Anne Frank
- 2022 - Jerry Lee Lewis (87), Amerikaans zanger en pianist
- 2022 - D.H. Peligro (63), Amerikaans drummer
- 2023 - Matthew Perry (54), Amerikaans-Canadees acteur
- 2023 - Rob van der Spek (79), Nederlands radio- en televisiepresentator
- 2024 - Cécile Goor-Eyben (101), Belgisch politica
- 2024 - François Laruelle (87), Frans filosoof
- 2024 - Renato Martino (91), Italiaans kardinaal
- 2024 - Kazuo Umezu (88), Japans mangakunstenaar

## Viering/herdenking

Tsjechische Republiek

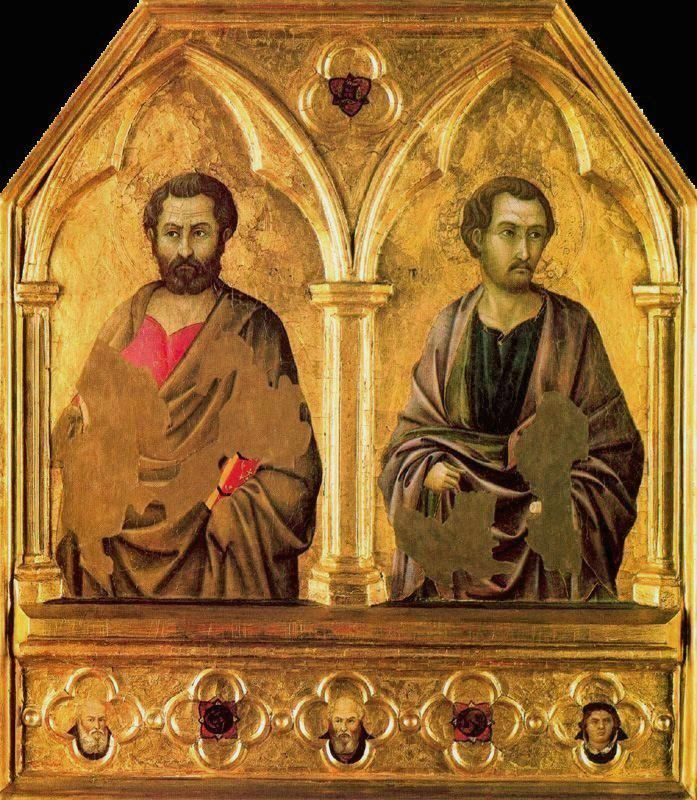
H. Simon en Judas

- Nationale feestdag van de Tsjechische Republiek
- Ochi-dag in Griekenland
- Rooms-Katholieke kalender:
  - Heiligen Simon (de Zeloot) en Judas (Taddeüs) († c. 70), apostelen - Feest
  - Heilige Alfred de Grote († 899)
  - Heilige Abraham van Efese († 6e eeuw)
  - Zalige Alberic (van Stavelot) († 779)
  - Heilige Angelinus van Stavelot († c. 768)
  - Heilige Anastasia van Rome († c. 257)
  - Heilige Godwin van Stavelot († 680/90)
  - Heilige Faro van Meaux († c. 672)

## Weerextremen

### Nederland
| | Officiële records | Officiële records | Officiële records |      | Landelijke records | Landelijke records | Landelijke records   |
| Gebeurtenis | Jaar              | Extreem           | Locatie           | Jaar | Extreem            | Locatie            |                      |
| --- | ----------------- | ----------------- | ----------------- | ---- | ------------------ | ------------------ | -------------------- |
| Laagste etmaalgemiddelde temperatuur (°C) | 2003              | 0,1               | De Bilt           |      | 1997               | −1,3               | Hoogeveen            |
| Hoogste etmaalgemiddelde temperatuur (°C) | 2005              | 16,3              | De Bilt           |      | 2022               | 18,9               | Maastricht           |
| Laagste minimumtemperatuur (°C) | 1931              | −8,5              | De Bilt           |      | 1931               | −8,5               | De Bilt              |
| Hoogste minimumtemperatuur (°C) | 2005              | 13,2              | De Bilt           |      | 2022               | 15,8               | Maastricht           |
| Laagste maximumtemperatuur (°C) | 1919              | 4,2               | De Bilt           |      | 1915               | 2,3                | Eelde                |
| Hoogste maximumtemperatuur (°C) | 2022              | 20,5              | De Bilt           |      | 2022               | 23,5               | Maastricht           |
| Hoogste uurgemiddelde windsnelheid (m/s) | 1935              | 14,4              | De Bilt           |      | 2013               | 31,0               | Huibertgat           |
| Hoogste windstoot (m/s) | 2013              | 26,0              | De Bilt           |      | 2013               | 42,0               | Lauwersoog, Vlieland |
| Langste zonneschijnduur (uur) | 1997              | 9,0               | De Bilt           |      | 1997               | 9,2                | Twenthe              |
| Langste neerslagduur (uur) | 1939              | 16,8              | De Bilt           |      | 1986               | 18,4               | Deelen               |
| Hoogste etmaalsom van de neerslag (mm) | 1974              | 22,0              | De Bilt           |      | 1998               | 46,4               | Marknesse            |
| Laagste etmaalgemiddelde relatieve vochtigheid (%) | 1922              | 66                | De Bilt           |      | 1934               | 58                 | De Kooy              |
| Laagste uurwaarde luchtdruk op zeeniveau (hPa) | 1990              | 977,2             | De Bilt           |      | 1990               | 976,0              | Volkel               |
| Hoogste uurwaarde luchtdruk op zeeniveau (hPa) | 1997              | 1039,1            | De Bilt           |      | 1997               | 1040,2             | Eelde                |
| Officiële records worden altijd gemeten op het KNMI-weerstation in De Bilt. Landelijke records kunnen worden gemeten op elk officieel KNMI-weerstation in Nederland. |                   |                   |                   |      |                    |                    |                      |

Uitzonderlijke gebeurtenissen
- 1912 - Laatste officiële zachte dag van het jaar (maximumtemperatuur ≥ 15 °C in De Bilt)
- 1931 - Officieel maandrecord laagste minimumtemperatuur in °C van oktober gemeten in De Bilt: −8,5
- 1931 - Landelijk maandrecord laagste minimumtemperatuur in °C van oktober gemeten in De Bilt: −8,5. Samen met 24 oktober 2003
- 1952 - Laatste officiële zachte dag van het jaar (maximumtemperatuur ≥ 15 °C in De Bilt)
- 1980 - Laatste officiële zachte dag van het jaar (maximumtemperatuur ≥ 15 °C in De Bilt)
- 2013 - Laatste officiële zachte dag van het jaar (maximumtemperatuur ≥ 15 °C in De Bilt)
- 2013 - Landelijk maandrecord hoogste uurgemiddelde windsnelheid in m/s van oktober gemeten in Huibertgat: 31,0
- 2013 - Landelijk maandrecord hoogste windstoot in m/s van oktober gemeten in Lauwersoog en Vlieland: 42,0

### België
Dagrecords
- 1931 - Laagste etmaalgemiddelde temperatuur 0,3 °C
- 2022 - Hoogste etmaalgemiddelde temperatuur 18,3 °C[12]
- 1931 - Laagste minimumtemperatuur −6,3 °C. Dit is de laagste minimumtemperatuur ooit in de maand oktober.
- 2022 - Hoogste maximumtemperatuur 22,4 °C[12]
- 1990 - Hoogste etmaalsom van de neerslag 34,4 mm

Uitzonderlijke gebeurtenissen
- 1931 - Minimumtemperaturen tussen −2,6 °C in Oostende en −8,8 °C in Wardin (Bastenaken).
- 1939 - In Drossart (Baelen) wordt 15 cm sneeuw gemeten.
- 1956 - In Botrange (Weismes) is de sneeuwlaag inmiddels 24 cm dik.

<< · 1 · 2 · 3 · 4 · 5 · 6 · 7 · 8 · 9 · 10 · 11 · 12 · 13 · 14 · 15 · 16 · 17 · 18 · 19 · 20 · 21 · 22 · 23 · 24 · 25 · 26 · 27 · 28 · 29 · 30 · 31 · >>